# 釜石站
釜石站（日语：／ Kamaishi eki */?），是位於岩手縣釜石市鈴子町，屬於東日本旅客鐵道（JR東日本）和三陸鐵道的鐵路車站。

## 車站結構

### JR東日本
本站為島式月台2面4線可進行列車交會的地面車站。站房與月台以地下通道連絡。

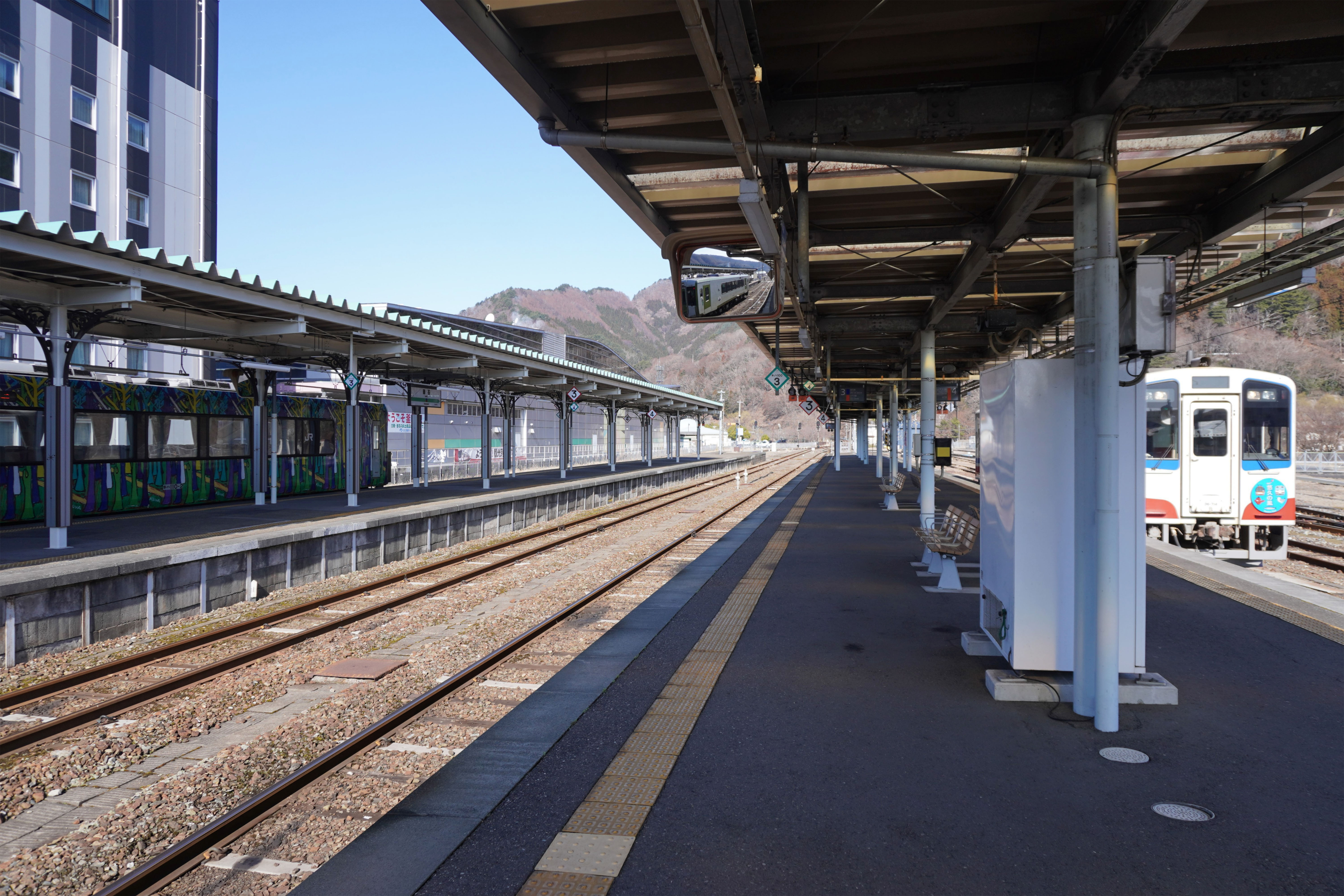
1號至4號月台（2024年3月）

#### 月台配置
| 月台  | 路線    | 目的地         |
| ----- | ------- | -------------- |
| 1 - 3 | ■釜石線 | 遠野、花卷方向 |

### 三陸鐵道

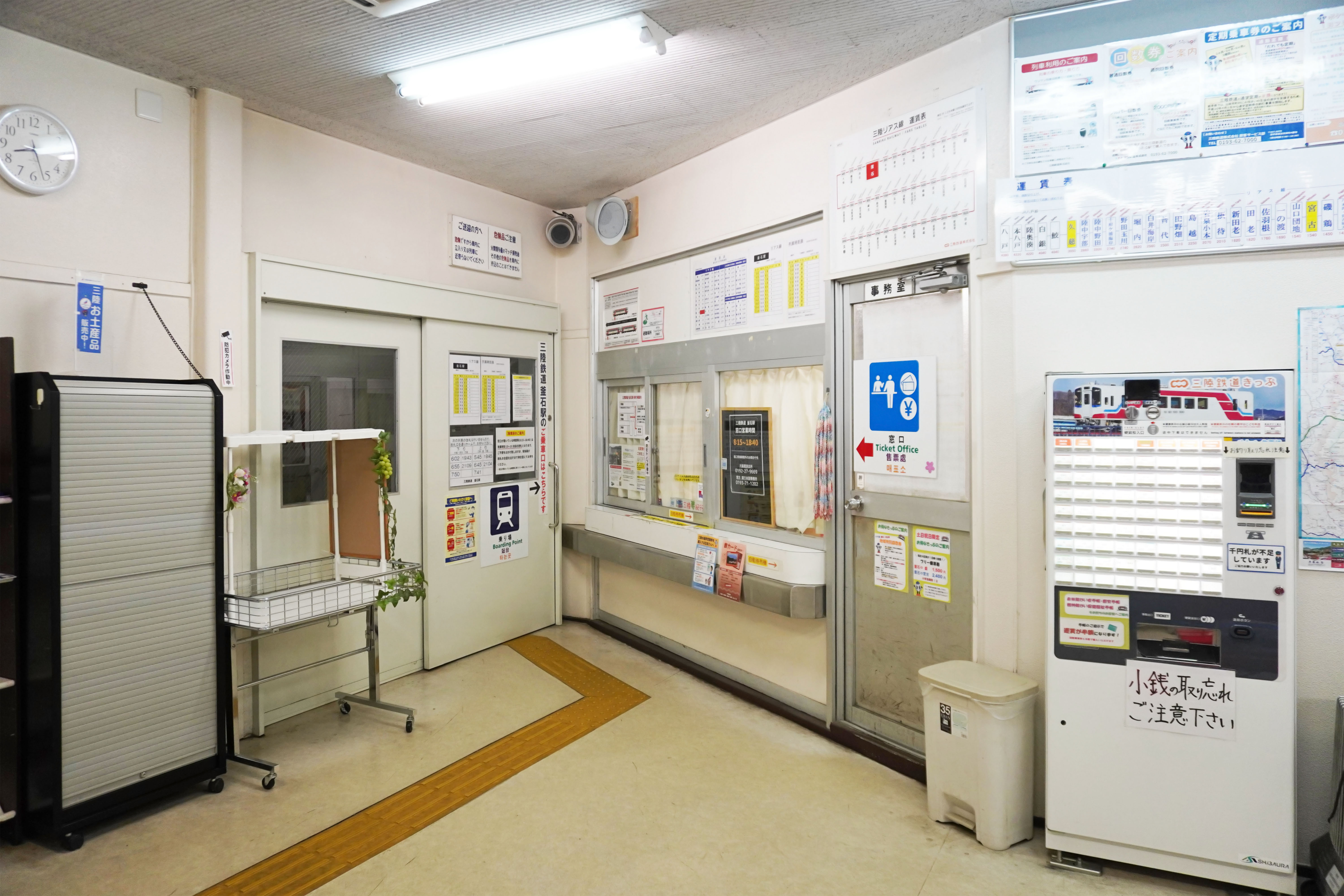
驗票口（2023年10月）

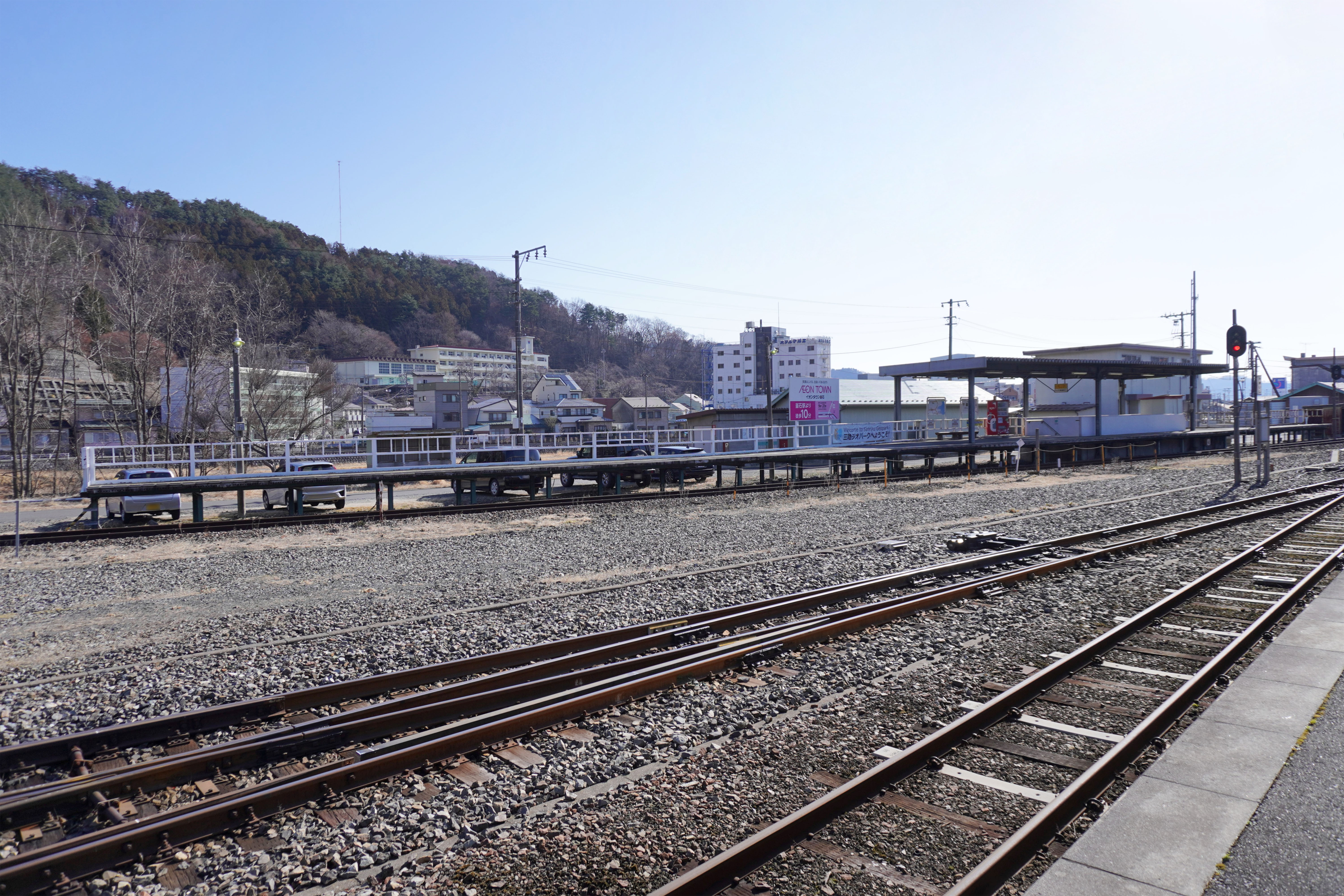
5號月台（2024年13月）

本站為側式月台1面1線的地面車站。

## 相鄰車站
東日本旅客鐵道
■釜石線
□快速「濱百合」、■普通
小佐野－釜石
三陸鐵道
■谷灣線 
平田－釜石－兩石

## 腳注
1. ↑  『歴史でめぐる鉄道全路線 国鉄・JR』 通巻21号 釜石線・山田線・岩泉線・北上線・八戸線 18頁
2. ↑  『歴史でめぐる鉄道全路線 国鉄・JR』 通巻21号 釜石線・山田線・岩泉線・北上線・八戸線 19頁

## 外部連結
- 車站資訊（釜石）：東日本旅客鐵道
- 三陸鐵道 釜石站 （页面存档备份，存于）